# Ronzotherium
Il ronzoterio (gen. Ronzotherium) è un mammifero perissodattilo estinto, strettamente imparentato con i rinoceronti. Visse nell'Oligocene inferiore e medio (circa 32 – 25 milioni di anni fa) e i suoi resti fossili sono stati ritrovati in varie zone d'Europa e Asia.

## Descrizione
Questo animale, simile a un rinoceronte odierno, era però relativamente snello e dotato di lunghe zampe; quelle anteriori erano ancora dotate di quattro dita, mentre quelle posteriori possedevano tre dita. Omero e femore erano piuttosto lunghi. Al contrario di forme simili come Diceratherium, Ronzotherium era privo di corna ma era invece dotato di un paio di lunghi incisivi inferiori simili a zanne, dritti e sporgenti. Le due paia di incisivi superiori, invece, erano corte. Questi incisivi erano separati dai restanti denti da un lungo spazio (diastema). Le ossa nasali erano abbastanza arretrate, e ciò fa supporre la presenza di un labbro superiore molto robusto e mobile, simile a quello dell'attuale rinoceronte nero (Diceros bicornis). I primi rappresentanti di Ronzotherium erano di dimensioni relativamente ridotte, ma le specie successive assomigliavano ai rinoceronti odierni in quanto a taglia.

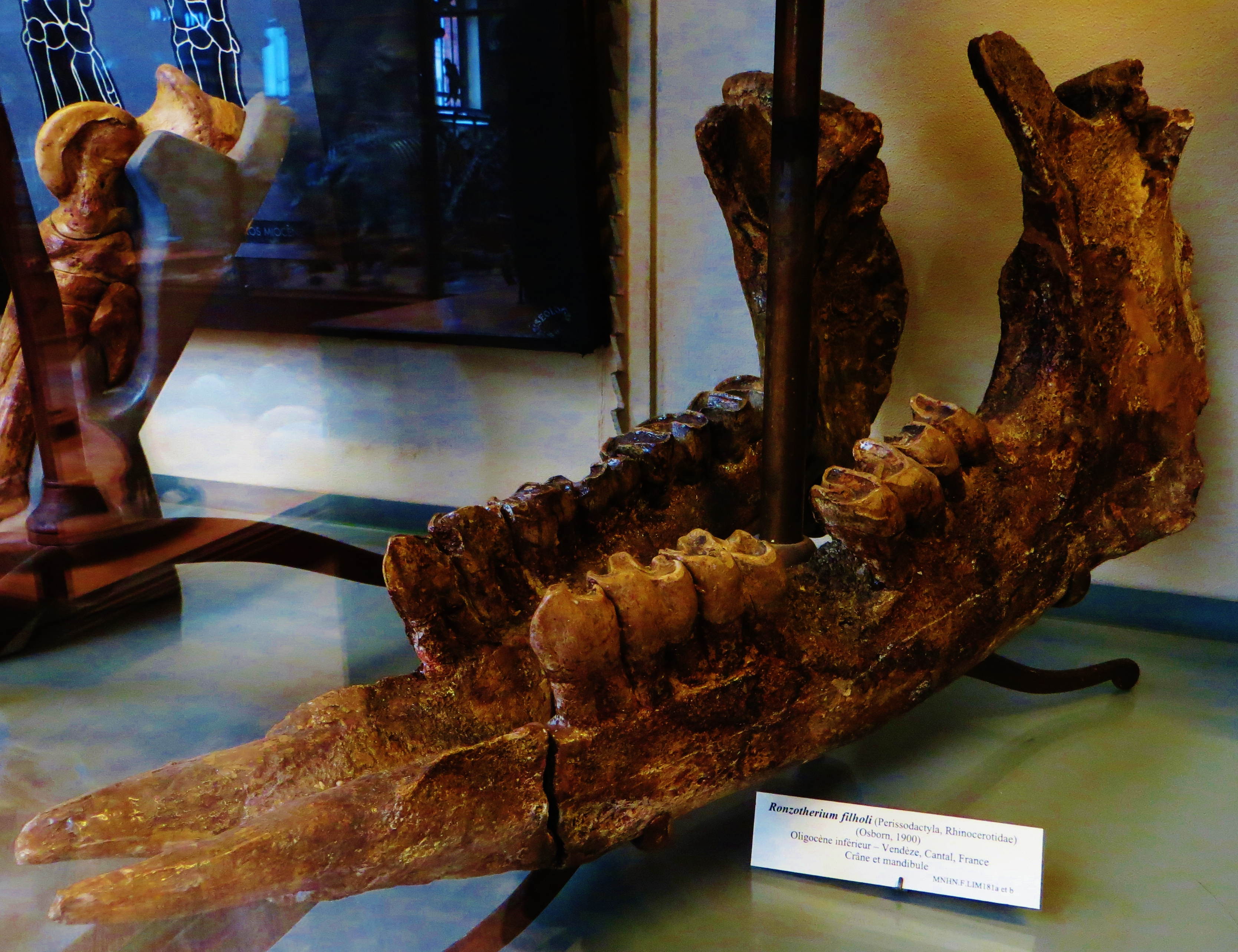
Mandibola di Ronzotherium filholi

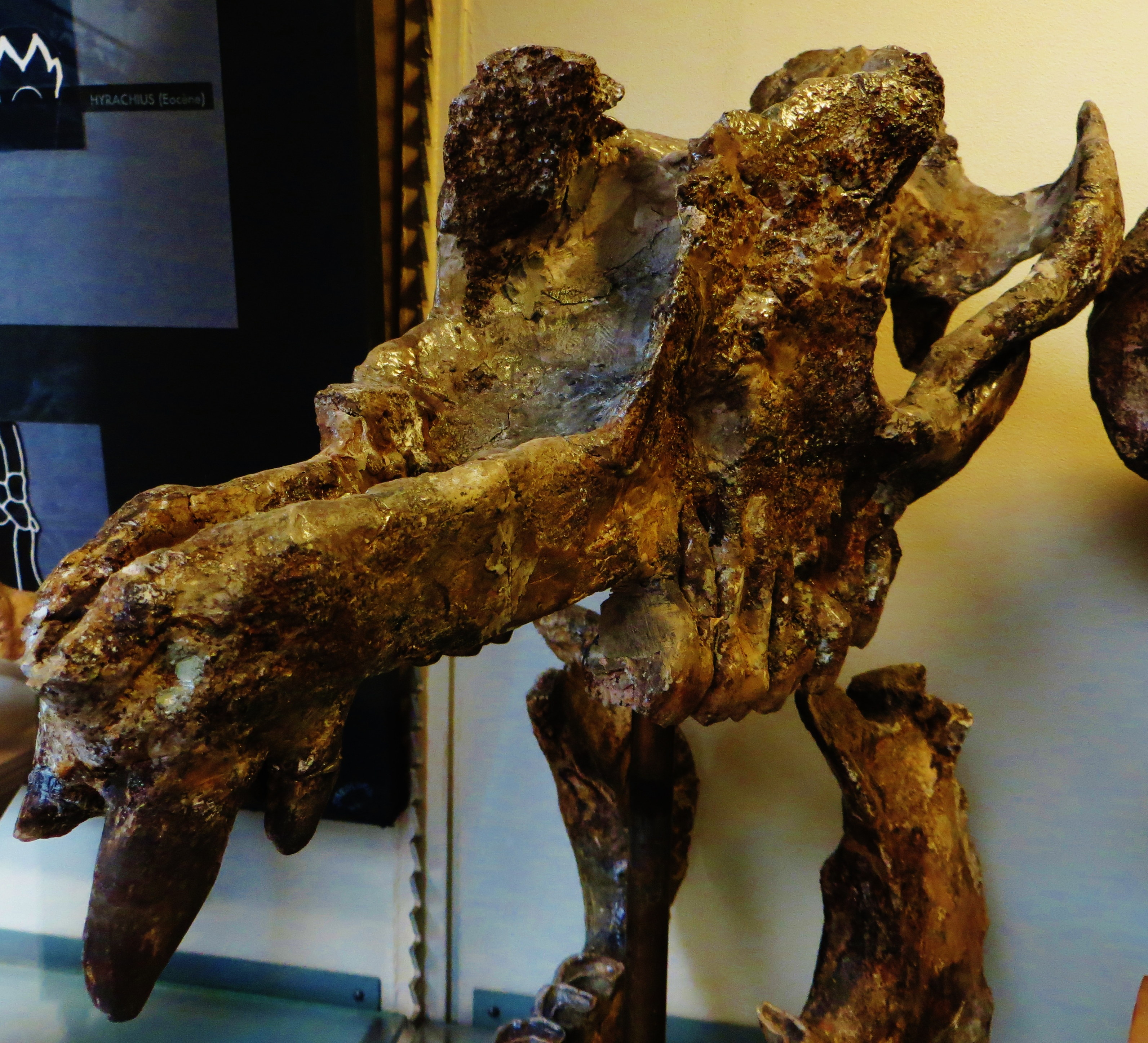
Cranio di Ronzotherium filholi

## Classificazione
Ronzotherium fa parte della famiglia dei rinocerotidi, che include anche i rinoceronti odierni. Questo animale, però, era vicino all'estinto gruppo dei dicerateriini, che comprendeva generalmente forme dotate di corna appaiate (come Subhyracodon e Diceratherium). Ronzotherium si estinse nel corso dell'Oligocene senza lasciare discendenti. La specie più nota è l'europea Ronzotherium velaunum (ritrovato principalmente in Francia, Germania e Repubblica Ceca); in Europa erano presenti anche R. filholi, R. heissigi, R. elongatum e la successiva R. romani, l'ultima a scomparire nell'Oligocene superiore.  Sono note altre due specie vissute in Asia (R. orientale e R. brevirostre), estintesi nell'Oligocene inferiore; queste due specie, a tutti gli effetti, potrebbero non appartenere al genere Ronzotherium.

## Paleoecologia
Ronzotherium era probabilmente un buon corridore, come indicato dalle lunghe zampe, anche se non specializzato nella corsa come i “rinoceronti corridori” (Hyracodon). Il labbro carnoso prensile serviva a questo animale per procurarsi il cibo, brucando le foglie degli alberi.
Le specie più antiche possedevano una dentatura più adatta a cibarsi del fogliame, mentre quelle della fine dell'Oligocene mostrano chiari adattamenti ad ambienti più secchi, con preferenze alimentari di tipo erbaceo.